# Yev型电力动车组
Yev型电力动车组（俄语：Вагон метро типа «Ев»）是布达佩斯地铁的电力动车组车款之一，现在已经逐步退出使用。

## 简介
Yev型由地铁车辆机械制造厂在1969年生产，每节车厢共4对车门，为内藏门，列车两端拥有紧急出口。本款列车针对布达佩斯地铁的特点，在原有的Ye型电力动车组作出修改后生产而出。本款列车自1970年开始用于布达佩斯地铁2号线，因列车老化等原因，本款列车开始于2013年逐步退出使用。部分列車於2016年~2018年被改造成81-717.2K/714.2K型後繼續使用。